# Raoul Nordling
Raoul Nordling, né à Paris le 11 novembre 1882 et mort le 1er octobre 1962 à Neuilly-sur-Seine, est un homme d'affaires et consul suédois. Il a joué un rôle important dans la Libération de Paris, en août 1944.

## Biographie
C'est son père, Carl Gustav Nordling, qui est arrivé de Suède en France à la fin des années 1870 et qui a créé la « Société des pâtes à papier Gustav Nordling ». Il se marie à une Française. Leur fils Raoul a passé une grande partie de son enfance à Cepoy et y a appris à écrire sur les bancs de l'école communale, puis fait ses études au lycée Janson-de-Sailly, entre dans la société de son père, lui succède, est nommé vice-consul de Suède en 1905, à 24 ans, consul en 1917 et consul général en 1926, à la mort de son père.
Il était président du conseil d'administration de la branche française des sociétés suédoises de roulements à billes SKF et de la société Alfa Laval.
Il était certes suédois, mais se sentait surtout « citoyen de Paris ». Il parlait beaucoup plus français que suédois, langue qu'il a dû « apprendre » en allant faire son service militaire en Suède. Il ne parlait pas l'allemand.
Son action de rapprochement et de médiateur entre Suédois et Français, puis entre Allemands et Français, est à replacer dans une continuité qui s'étend sur pratiquement toute sa vie.
Pendant la Première Guerre mondiale, la suprématie de la marine allemande sur la mer Baltique empêchait la correspondance diplomatique entre la France et la Russie, aussi Nordling organise-t-il une voie suédoise via Stockholm par laquelle le courrier est acheminé entre Paris et Moscou.
En 1940, il tentera d'expliquer la neutralité suédoise au gouvernement français mais aussi de le dissuader de participer à l'expédition franco-britannique en Norvège. Selon Henri Amouroux, alors que la bataille de France tourne à l'avantage de l'Allemagne, Nordling fut contacté le 15 mai 1940 par le maréchal Goering afin de proposer à Paul Reynaud une issue honorable à condition que la France réclame immédiatement un armistice. Reynaud n'en fut informé que le 20 mai, mais aucune suite concrète ne fut donnée.
Après la défaite, le consulat de Suède est scindé en deux, une légation est à Vichy menée par Gustav Forssius et Thor Hessel auprès des autorités françaises, tandis que Nordling est à Paris ; il dépend du consulat de Suède à Berlin. À partir de 1942, le consulat est regroupé à Paris.

### Libération de Paris

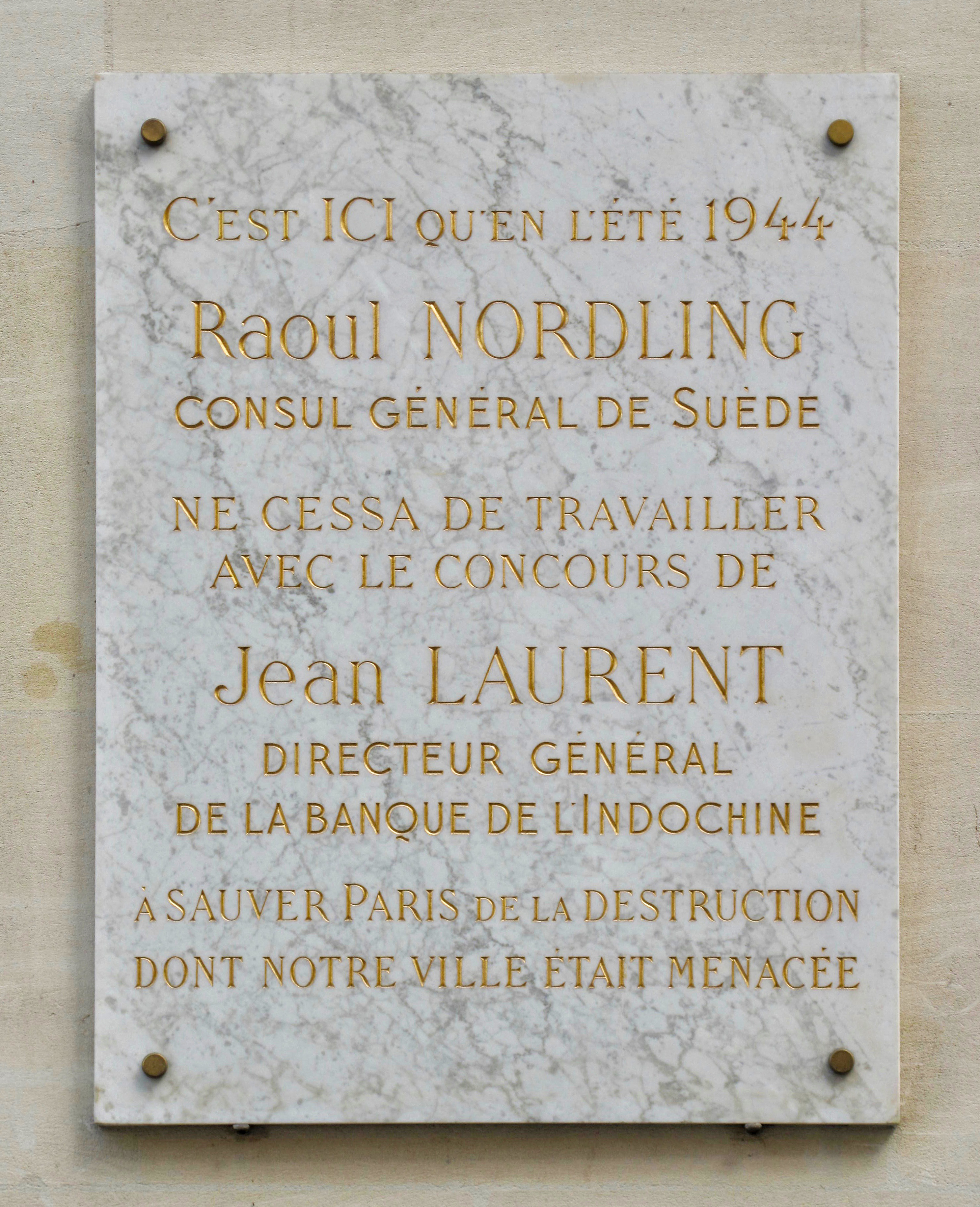
Plaque au n°78 rue d'Anjou (8e arrondissement de Paris).

Nordling rencontre, en mars 1944, l'ambassadeur d'Allemagne Otto Abetz, qui lui confie les divisions internes du pouvoir allemand à Berlin.
En mai 1944, il se rend à Stockholm pour rencontrer le roi Gustave V de Suède et prendre connaissance du plan de médiation conçu par des pays neutres. De retour, il tente, sans succès, de convaincre le maréchal Pétain d'intervenir auprès de Hitler pour ouvrir des pourparlers.
En juillet 1944, après le succès du débarquement allié en Normandie, il conseille à l'ambassade de changer d'attitude dans Paris, puisque sa libération devient inévitable.
À partir du 15 août 1944, Nordling et son équipe du consulat rue d'Anjou, dont Rolf Nordling son frère, Gustav Forssius, Thor Hessel ainsi qu'Emil Bender, traducteur de l'administration allemande, négocient dans de longues tractations (cinq rencontres et de nombreux coups de téléphone) avec le général von Choltitz la libération de 3 245 prisonniers politiques, puis le renoncement au projet de faire exploser Paris suivant l'ordre de Hitler.
Le 19 août, Nordling entre en contact avec les gaullistes qui ont pris la préfecture de Paris et négocie un cessez-le-feu qui permet aux vingt mille soldats allemands de quitter Paris, n'en laissant que deux mille sur place. Le 20 août, Alexandre Parodi, Roland Pré et Emile Laffon, représentants directs du général de Gaulle, sont arrêtés par la Gestapo au boulevard Saint-Germain alors qu'ils vont à une réunion du Conseil national de la Résistance. Nordling prévient Choltitz de leur arrestation, qui sursoit à leur exécution immédiate et les fait amener à son quartier général, l'hôtel Meurice, d'où ils ressortent libres accompagnés de Nordling.
Le 22 août, Nordling est victime d'une crise cardiaque ; se voyant dans l'incapacité d'assurer la mission qu'il s'était assigné (rencontrer les représentants alliés), il propose à son frère Rolf de prendre sa place. Il faut préciser que le laissez-passer signé par Dietrich von Choltitz comportait R. Nordling, donc sans réel subterfuge, le remplacement de Raoul N. était possible. Rolf  rencontre le général Bradley qui autorise Leclerc à entrer dans Paris le 23.
Le 25 au matin, il porte l'ultimatum du colonel Billotte, second du général Leclerc, à Choltitz. Dans l'après-midi, le général Leclerc reçoit la reddition du général von Choltitz à la préfecture de Paris.
Les Mémoires de Raoul Nordling, écrits en 1945 et retrouvés en 1995, sont publiés en 2002.
Il reçoit la croix de guerre avec palme après la Libération en 1949, puis est élevé à la dignité de grand-croix de la Légion d'honneur en 1962.
À ce titre, il a été fait « citoyen d'honneur de la Ville de Paris » en 1958.
À partir de 1945, il est l'hôte assidu de Sainte-Maxime, dont il devient citoyen d'honneur, dans sa propriété « Le Mas du Gay Sçavoir ».

### Intervention en faveur de Céline
Il est intervenu en faveur de l'écrivain Louis-Ferdinand Céline quand celui-ci était en exil au Danemark. Selon ce même auteur, il a joué un rôle déterminant pour que Paris ne soit pas « brûlé » en 1944.
Nordling intervient deux fois pour Céline, une première fois en écrivant au ministre des Affaires étrangères du Danemark, Gustav Rasmussen, pour éviter l'extradition de l'écrivain, et une seconde fois lors du procès en transmettant au dossier une lettre d'un universitaire suédois, E. Bendz.

## Distinctions
- Grand-croix de la Légion d'honneur le 12 avril 1958[16] ; officier en qualité de consul général de Suède à Paris le 22 avril 1927, commandeur également en qualité de consul général de Suède à Paris le 18 juin 1934, grand officier également en qualité de consul général de Suède à Paris le 14 octobre 1948.

- Croix de guerre 1939–1945, palme de bronze en 1949, accompagnée de la citation à l'ordre de l'armée suivante[17] : « Consul général de Suède à Paris pendant les journées d'août 1944, par sa ferme attitude, ses initiatives hardies et ses interventions courageuses auprès des autorités allemandes, a contribué à sauver la ville de Paris de la destruction. A arraché le 17 août au commandement allemand l'ordre de libérer les prisonniers politiques et d'arrêter les trains de déportation. A obtenu la libération effective des 4.213 internés politiques encore détenus dans la région parisienne, empêchant lui-même au péril de sa vie le massacre des prisonniers du Fort de Romainville. A bien mérité de la France.et de la ville de Paris. »
- « Citoyen d'honneur de la Ville de Paris » et Médaille d'Or de la Ville de Paris en 1958.

## Postérité
Dans le film Paris brûle-t-il ? de René Clément, le consul de Suède Raoul Nordling est joué par Orson Welles.
Dans la pièce Diplomatie de Cyril Gély, créée au théâtre de la Madeleine, à Paris, en janvier 2011, c'est André Dussollier qui interprète le rôle de Nordling, et Niels Arestrup, celui du général von Choltitz. La pièce est portée au cinéma avec les mêmes acteurs principaux, dans un film portant le même titre, réalisé par Volker Schlöndorff, sorti en 2014.
Un square du 11e arrondissement de Paris (côté sud de l'église Sainte-Marguerite) rue Saint-Bernard porte son nom, ainsi que des rues à Neuilly-sur-Seine, à Bois-Colombes et à Livry-Gargan.
Bienfaiteur, avec sa famille, de la ville de Cepoy dans de nombreux domaines, le groupe scolaire et le stade portent son nom. Il y est d'ailleurs inhumé, ainsi que sa famille.